# レッド (アメリカのロックバンド)
レッド (英 : Red)とは、アメリカ合衆国, テネシー州, ナッシュビルにて結成されたロックバンドである。

## 現在のメンバー
- マイケル・バーンズ / Michael Barnes - (ヴォーカル) - (2002~)
- アンソニー・アームストロング / Anthony Armstrong  - (ギター、バッキングボーカル) - (2002~)
- ランディ・アームストロング  / Randy Armstrong - (ベース、バッキングボーカル、ピアノ) - (2002~)

アンソニーとランディは一卵性双生児の兄弟である。

## 過去のメンバー
- アンドリュー・ヘンドリックス / Andrew Hendrix - (ドラム) - (2004~2006)
- ヘイデン・ラム / Hayden Lamb - (ドラム) - (2006~2008)　2024年死去
- ジェイスン・ラウク / Jasen Rauch - (リードギター) - (2004~2009; セッション　2017)
- ジョー・リカード / Joe Rickard - (ドラム) - (2009~2014　※ツアー　2008~2009　セッション　2008、2014、2017)
- ダン・ジョンソン / Dan Johnson - (ドラム) - (2019~2021　※ツアー　2014~2018　セッション　2014)
- ブライアン・メデイロス  / Brian Medeiros - (ドラム) - (2021~2025)

タイムライン

## ディスコグラフィー

### アルバム
| 発売日         | アルバムのタイトル   | 販売レーベル    | 全米ビルボードアルバムチャート最高位 | セールス |
| 2006年6月6日   | End of Silence       | Sony, Essential | 194位                                | 50万枚+  |
| 2009年2月10日  | Innocence & Instinct | Sony, Essential | 15位                                 |          |
| 2011年2月1日   | Until We Have Faces  | Sony, Essential | 2位                                  |          |
| 2013年2月5日   | Release the Panic    | Sony, Essential | 7位                                  |          |
| 2015年2月24日  | Of Beauty & Rage     | Sony, Essential | 15位                                 |          |
| 2017年10月27日 | GONE                 | Sony, Essential |                                      |          |